# Pentobesa poecila
Pentobesa poecila är en fjärilsart som beskrevs av Felder 1874. Pentobesa poecila ingår i släktet Pentobesa och familjen tandspinnare. Inga underarter finns listade i Catalogue of Life.